# Franci Ambrožič
Franci Ambrožič, slovenski baletnik in pedagog, * 29. julij 1937, Hrušica pri Jesenicah, † 17. marec 2013, Ljubljana.

## Življenje in delo
Njegovo življenje je že v začetku najbolj zaznovala druga svetovna vojna, saj jo je preživel kot »ukraden otrok« v taborišču Saldenburg na spodnjem Bavarskem (Nemčija). Poleg tega je med vojno izgubil tudi očeta in tri brate svojega očeta. Ločen pa je bil tudi od svoje matere, saj so njo odpeljali v taborišče Ravensbrück.  V taborišču Saldenburg je bil z očetovo sestro Dragico, v taborišču so ju ločili, vendar je Dragica ves čas sledila kaj se s Francijem dogaja. Po koncu vojne je obiskoval učiteljišče, najprej v Tolminu in kasneje v Ljubljani, kjer je leta 1958 maturiral. Obenem pa je obiskoval Srednjo baletno šolo v Ljubljani in jo leta 1961 končal. V obdobju od 1956 do 1962 je študiral psihologijo na Filozofski fakulteti v Ljubljani. Na baletnem področju se je veliko izpopolnjeval v tujini (na Tanzforumu v Kölnu in na poletnih tečajih v Centre de la danse international Rosella Hightower v Cannesu.)
Najprej se je zaposlil kot baletni plesalec v ljubljanski Operi, katere član je ostal dolgo obdobje. V vmesnem času je bil bodisi član oziroma je le gostoval tudi pri drugih baletnih ansamblih, npr. pri komorni flamski baletni skupini Ballet Lydie Chagol v Bruslju, Théâtre Régional des Pays de la Loire, baletu opere v Lyonu in opere Grand Théâtre de Genève. Leta 1974 je pričel honorarno poučevati na Srednji baletni šoli v Ljubljani, ki je takrat delovala v okviru Zavoda za glasbeno in baletno izobraževanje. Ko se je zavod leta 1983 preimenoval v Srednjo glasbeno in baletno šolo, se je na njej redno zaposlil kot profesor klasičnega baleta. Od 1987 pa do upokojitve 2001 je bil tudi vodja baletnega oddelka. Za svoje delo je leta 2000 prejel Škrjančevo diplomo za pedagoško delo.
Na Srednji baletni šoli v Ljubljani je kot koreograf postavil Pas de quatre Cesara Pugnija in duet iz druge slike baleta Hrestač Čajkovskega. Vzgojil je nekaj generacij obetavnih mladih baletnih plesalcev in plesalk. Med njegovimi učenci je veliko članov in solistov različnih baletnih ansamblov kot npr. plesalec Fičo baleta in koreograf Goran Bogdanovski, Žiga Jereb, ki si je ustvarjal kariero v Nemčiji in Avstriji, Mojca Bandelj, Tjaša Kmetec, obe solistki ljubljanskega baletnega ansambla, članica baleta Semper Opere v Dresdnu Vanja Vitman, Tomaž Rode, ki je bil član baleta Gärtnerplatz v Münchnu in mnogih drugih baletnih ansamblov. V obdobju od 1998 do 2000 je bil tudi vodja baleta v Ljubljani.